# Samouraï (album)
Pour les articles homonymes, voir Samouraï (homonymie).
Albums de Christophe
Olympia
(1975) La dolce vita
(1977)
Samouraï est le sixième album studio de Christophe, paru en 1976.
Deux ans après Les Mots bleus, Christophe s'adjoint la collaboration du parolier Boris Bergman.

## Chansons
| No | Titre                                                                         | Durée |
| -- | ----------------------------------------------------------------------------- | ----- |
| 1. | Samouraï                                                                      | 4:07  |
| 2. | Merci John d'être venu                                                        | 3:26  |
| 3. | Tant pis si j'en oublie                                                       | 3:17  |
| 4. | ...Paumé                                                                      | 4:31  |
| 5. | Pour que demain ta vie soit moins moche, part 1                               | 4:48  |
| 6. | Pour que demain ta vie soit moins moche, part 2 : Les dragons de mes chimères | 4:59  |
| 7. | Pour que demain ta vie soit moins moche, part 3                               | 1:34  |
| 8. | Le cimetière des baleines                                                     | 2:36  |